# Руденко, Александр Константинович
Александр Константинович Руденко (1910—1964) — лейтенант Рабоче-крестьянской Красной армии, участник Великой Отечественной войны, Герой Советского Союза (1944).

## Биография
Родился 10 октября 1910 года в Бердянске. Окончил пять классов школы. В 1932—1934 годах проходил службу в Рабоче-крестьянской Красной Армии. В 1940 году Руденко повторно был призван в армию. Окончил курсы младших лейтенантов. С начала Великой Отечественной войны — на её фронтах.
К октябрю 1943 года лейтенант Александр Руденко командовал взводом 147-го батальона инженерных заграждений 27-й инженерной бригады специального назначения 2-го Украинского фронта. Отличился во время битвы за Днепр. 4-8 октября 1943 года взвод Руденко на днепровском острове собрал паром и переправлял по нему артиллерию и автомобильный транспорт, что способствовало успешному захвату, удержанию и расширению плацдарма.
Указом Президиума Верховного Совета СССР «О присвоении звания Героя Советского Союза генералам, офицерскому, сержантскому и рядовому составу Красной Армии» от 22 февраля 1944 года от 22 февраля 1944 года за «образцовое выполнение боевых заданий командования при форсировании реки Днепр, развитие боевых успехов на правом берегу реки и проявленные при этом отвагу и геройство» лейтенант Александр Руденко был удостоен высокого звания Героя Советского Союза с вручением ордена Ленина и медали «Золотая Звезда» за номером 2602.
После окончания войны Руденко был уволен в запас. Вернулся на родину, работал в винодельческом совхозе. Скончался 24 февраля 1964 года, похоронен в Бердянске.
Был также награждён орденом Красной Звезды и рядом медалей.
В честь Руденко названа улица в Бердянске.